# Эден (кантон)
Эден (фр. Hesdin) — упраздненный кантон во Франции, регион Нор-Па-де-Кале, департамент Па-де-Кале. Входил в состав округа Монтрёй-сюр-Мер.
В состав кантона входили коммуны (население по данным Национального института статистики за 2009 г.):
- Бревилье (145 чел.)
- Буен-Плюмуазон (455 чел.)
- Вамберкур (239 чел.)
- Гизи (295 чел.)
- Гиньи (161 чел.)
- Каврон-Сен-Мартен (477 чел.)
- Капель-лес-Эден (458 чел.)
- Комон (184 чел.)
- Конт (316 чел.)
- Ла-Лож (193 чел.)
- Лабруа (180 чел.)
- Марконн (1 128 чел.)
- Марконнель (1 194 чел.)
- Мурье (255 чел.)
- Обен-Сен-Вааст (764 чел.)
- Рей-сюр-Оти (223 чел.)
- Реньовиль (222 чел.)
- Сент-Остреберт (395 чел.)
- Тортфонтен (242 чел.)
- Шерьенн (158 чел.)
- Эден (2 361 чел.)
- Юби-Сен-Ле (943 чел.)

## Экономика
Структура занятости населения:
- сельское хозяйство — 5,9 %
- промышленность — 19,7 %
- строительство — 5,2 %
- торговля, транспорт и сфера услуг — 38,5 %
- государственные и муниципальные службы — 30,7 %

## Политика
На президентских выборах 2012 г. жители кантона отдали в 1-м туре Франсуа Олланду 30,7 % голосов против 26,4 % у Николя Саркози и 20,7 % у Марин Ле Пен, во 2-м туре в кантоне победил Олланд, получивший 53,4 % голосов (2007 г. 1 тур: Саркози — 28,3 %, Сеголен Руаяль — 26,9 %; 2 тур: Руаяль — 50,8 %). На выборах в Национальное собрание в 2012 г. по 4-му избирательному округу департамента Па-де-Кале они поддержали действующего депутата, кандидата партии Союз за народное движение Даниеля Факеля, набравшего 42,7 % голосов в 1-м туре и 50,9 % — во 2-м туре. (2007 г. 1-й тур: Даниель Факель (СНД) — 38,2 %, 2-й тур: Венсан Лена (СП) — 52,3 %). На региональных выборах 2010 года в 1-м туре победил список социалистов, собравший 32,7 % голосов против 25,0 % у списка «правых» и 16,4 % у Национального фронта. Во 2-м туре единый «левый список» с участием социалистов, коммунистов и «зелёных» во главе с Президентом регионального совета Нор-Па-де-Кале Даниэлем Першероном получил 50,0 % голосов, «правый» список во главе с сенатором Валери Летар занял второе место с 31,1 %, а Национальный фронт Марин Ле Пен с 18,9 % финишировал третьим.
|  | Кандидат         | Партия                  | % голосов |
|  | ---------------- | ----------------------- | --------- |
|  | Робер Терри      | Правые партии           | 55,65     |
|  | Жан-Мари Руссель | Социалистическая партия | 31,96     |
|  | Жан-Пьер Муйер   | Коммунистическая партия | 6,27      |
|  | Катрин Вепп      | Национальный фронт      | 6,11      |